# Populorum progressio
A Populorum progressio VI. Pál pápa enciklikája a népek fejlődéséről és hogy a világ gazdaságának az egész emberiséget kell szolgálnia, nem pedig csak néhányakat. Az enciklika 1967. március 26-án, húsvét vasárnapján bocsátotta ki a pápa. A Zsinati Bizottság Rómában magyar nyelven is kiadta az enciklikát Dr. Wöllner Ferenc fordításában és bevezetőjével.
Az enciklika érinti a katolikus egyház társadalmi tanításának alapelveit: az igazságos bérhez való jogot, a foglalkoztatás biztonságához való jogot, a megfelelő munkafeltételekhez való jogot, az egyesüléshez való jogot, valamint az erőforrások és javak egyetemes rendeltetésének jogát.

## Az enciklika szerkezete
A társadalmi kérdés ma világméretű (1-5 szakasz)
ELSŐ RÉSZ
Az ember integrális fejlődéséért
1. A probléma (6-11)
2. Az Egyház és a fejlődés (12-21)
3. Mit kell tenni? (22-41)

Összefoglalás: Teljes humanizmus felé (42)
MÁSODIK RÉSZ
Az emberiség szolidáris fejlődése felé
(43-44)
1. Segítség a gyengéknek (45-55)
2. Méltányosság a kereskedelmi kapcsolatokban (56-65)
3. Az egyetemes szeretet (66-75)

Összefoglalás: Fejlődés a béke új neve (76-80)
ZÁRÓ FELHÍVÁS (81-87)

## Az összefoglaló szakaszok
Az enciklika saját szavakkal történő összefoglalása helyett a pápa által összefoglalásnak szánt szakaszokat idézem.
42. A teljes humanizmust kell előmozdítani. Mi egyéb az, ha nem az egész ember és minden ember integrális fejlődése? A lezárt, önnönmagát a lelki értékektől s ezek forrásától, Istentől elreteszelő humanizmus győzelmi esélyei látszólag nagyobbak. Kétségtelen, hogy az ember Isten nélkül is meg tudja szervezni a földet, de <<Isten nélkül csak az ember ellen tudja megszervezni. A kizárólagos humanizmus - embertelen humanizmus.>> Tehát csak az az igazi humanizmus, amely elismerve az emberi élet igazi eszméjét megadó hivatást, nyitva áll az Abszolútum felé. Az ember semmi esetre sem az értékek legfőbb zsinórmértéke, magát csak úgy valósíthatja meg, ha túllép önmagán, Pascal annyira igaz szavai szerint <<Az ember végtelenül túlszárnyalja az embert>>.
76. A népek túlságosan nagy gazdasági, társadalmi és kulturális különbségei feszültséget, viszályokat teremtenek és veszélyeztetik a békét. Ezt mondottuk az Egyesült Nemzeteknél teljesített békeküldetésünkről visszatérve a zsinati atyáknak is: <<A fejlődés útján járó népek helyzetét figyelmes vizsgálat tárgyává kell tenni, jobban mondva, szeretetünknek a világ szegényei iránt - akiknek száma légió - élénkebbé, tevékenyebbé és nagylelkűbbé kell válnia>>. A nyomorúság ellen vívott küzdelem, az igazságtalanság elleni harc egyértelmű a jobblét, az emberi és szellemi haladás ösztönzésével, azaz az emberiség egyetemes javával. A béke nem csupán a háború szünetelése, de nem is az erők mindig ingatag egyensúlya teremti meg, hanem fokozatosan kell felépíteni, haladva a felé az Isten akarta rend felé, ami tökéletesebb igazságot teremt az emberek között.
77. A népek maguk fejlődésük munkásai, tehát elsősorban ok a felelősek érte. Ha azonban elszigetelődnek egymástól, nem sikerül megvalósítaniok. A békéhez vezető fejlődés útján, íme ezek a mérföldkövek: az egymás környékén lakó népek kölcsönös támogatását rögzítő megállapodások, szélesebb körű egyezmények az előbbiek megsegítésére, a segítők és a megsegítettek összehangolt programokat tartalmazó nagyobb horderejű szerződései.
78. ez a világméretű nemzetközi együttműködés olyan intézményeket igényel, amelyek előkészítik, összehangolják és irányítják az együttműködést, mag csak be nem lehet vezetni az általánosan elfogadott jogrendet. Teljes szívünkkel bátorítjuk azokat az intézményeket, amelyek vállalták ezt a fejlődést felkaroló együttműködést, s kívánjuk, hogy tekintélyük mind nagyobbra nőjön. <<Az a hívatásotok, - mondtuk New-Yorkban az Egyesült Nemzetek képviselőinek, - hogy ne csupán a népek egy töredékét, hanem az összes népeket testvérekké tegyétek... Ki ne látná be, hogy lassanként el kell érkeznünk ama világtekintély megteremtéséhez, amely hatékonyan működhetik mind jogi, mind politikai téren>>.

## A későbbi pápák viszonya a Populorum Progressio-hoz
Húsz évvel az enciklika megjelenése után II. János Pál pápa kiadott egy másik enciklikát, a Sollicitudo rei socialis-t, megemlékezésül a Populorum progressio huszadik évfordulójáról.
2009-ben XIV. Benedek pápa közzétette a Caritas in veritate enciklikát amely ismét sok olyan témát érintett amelyet a Populorum progressio tárgyalt.
2015-ben Ferenc pápa bolíviai beszédében idézte a Populorum Progressio-t.